# Neckarsulm
Neckarsulm (tiếng Đức: [nɛkaʁˈzʊlm] ⓘ) là một thị trấn thuộc huyện Heilbronn, phía bắc bang Baden-Württemberg, Đức. Đô thị này có diện tích 24,94 km², dân số thời điểm 31 tháng 12 năm 2020 là 26.324 người.
Neckarsulm lần đầu được đề cập đến trong văn bản vào năm 771 và được phân cấp thị trấn vào khoảng năm 1300. Thị trấn đã tổ chức kỷ niệm 1250 năm thành lập vào năm 2021.

## Danh sách thị trưởng
- 1845–1865: Franz Josef Alexander Heinrich Becker
- 1865–1878: Josef Pecoroni
- 1878–1885: Johann Nepomuk Kirner
- 1885–1911: Bernhard Rettenmeier
- 1911–1913: Heinrich Soller
- 1913–1941: Johannes Häußler
- 1942–1945: Oskar Volk
- 1945–1946: Hermann Greiner
- 1946–1949: Johannes Häußler (1879–1949)
- 1949–1955: Erwin Wörner
- 1955–1967: Hans Hoffmann (1915–2005)
- 1967–1992: Erhard Klotz (sinh năm 1938)
- 1992–2008: Volker Blust
- 2008–2016: Joachim Scholz [5]
- Từ năm 2016: Steffen Hertwig

## Dân số
Các con số là ước tính, kết quả điều tra dân số (¹) hoặc dữ liệu từ các văn phòng thống kê.
| Năm                   | Dân số |
| --------------------- | ------ |
| 1527                  | 1000   |
| 1635                  | 1400   |
| 1756                  | 1544   |
| 1810                  | 2050   |
| 1849                  | 2576   |
| 1 tháng 12 năm 1871   | 2576   |
| 1 tháng 12 năm 1880 ¹ | 2845   |
| 1 tháng 12 năm 1890 ¹ | 3011   |
| 1 tháng 12 năm 1900 ¹ | 3707   |
| 1 tháng 12 năm 1910 ¹ | 5170   |
| 16 tháng 6 năm 1925 ¹ | 6692   |
| 16 tháng 6 năm 1933 ¹ | 7035   |

| Năm                    | Dân số |
| ---------------------- | ------ |
| 17 tháng 5 năm 1939 ¹  | 8593   |
| Tháng 12 năm 1945      | 7559   |
| 13 tháng 9 năm 1950 ¹  | 9319   |
| 6 tháng 6 năm 1961 ¹ ² | 15.299 |
| 27 tháng 5 năm 1970 ¹  | 18.517 |
| 31 tháng 12 năm 1975   | 20.112 |
| 31 tháng 12 năm 1980   | 21.871 |
| 27 tháng 5 năm 1987 ¹  | 21.534 |
| 31 tháng 12 năm 1990   | 22.690 |
| 31 tháng 12 năm 1995   | 25.788 |
| 31 tháng 12 năm 2000   | 27.408 |

| Năm                  | Dân số |
| -------------------- | ------ |
| 31 tháng 12 năm 2002 | 27.425 |
| 31 tháng 12 năm 2004 | 27.296 |
| 31 tháng 12 năm 2006 | 27.246 |
| 31 tháng 12 năm 2008 | 26.828 |
| 31 tháng 12 năm 2010 | 26.511 |
| 31 tháng 12 năm 2012 | 25.754 |
| 31 tháng 12 năm 2014 | 25.798 |
| 31 tháng 12 năm 2015 | 26.304 |
| 31 tháng 8 năm 2016  | 26.749 |

¹ Kết quả điều tra dân số
² Gia tăng dân số từ năm 1950 đến năm 1961 từ quận Neckarsulm-Amorbach mới thành lập. Vào năm 1955, có khoảng 3.000 người sống ở đây.

## Thư viện ảnh

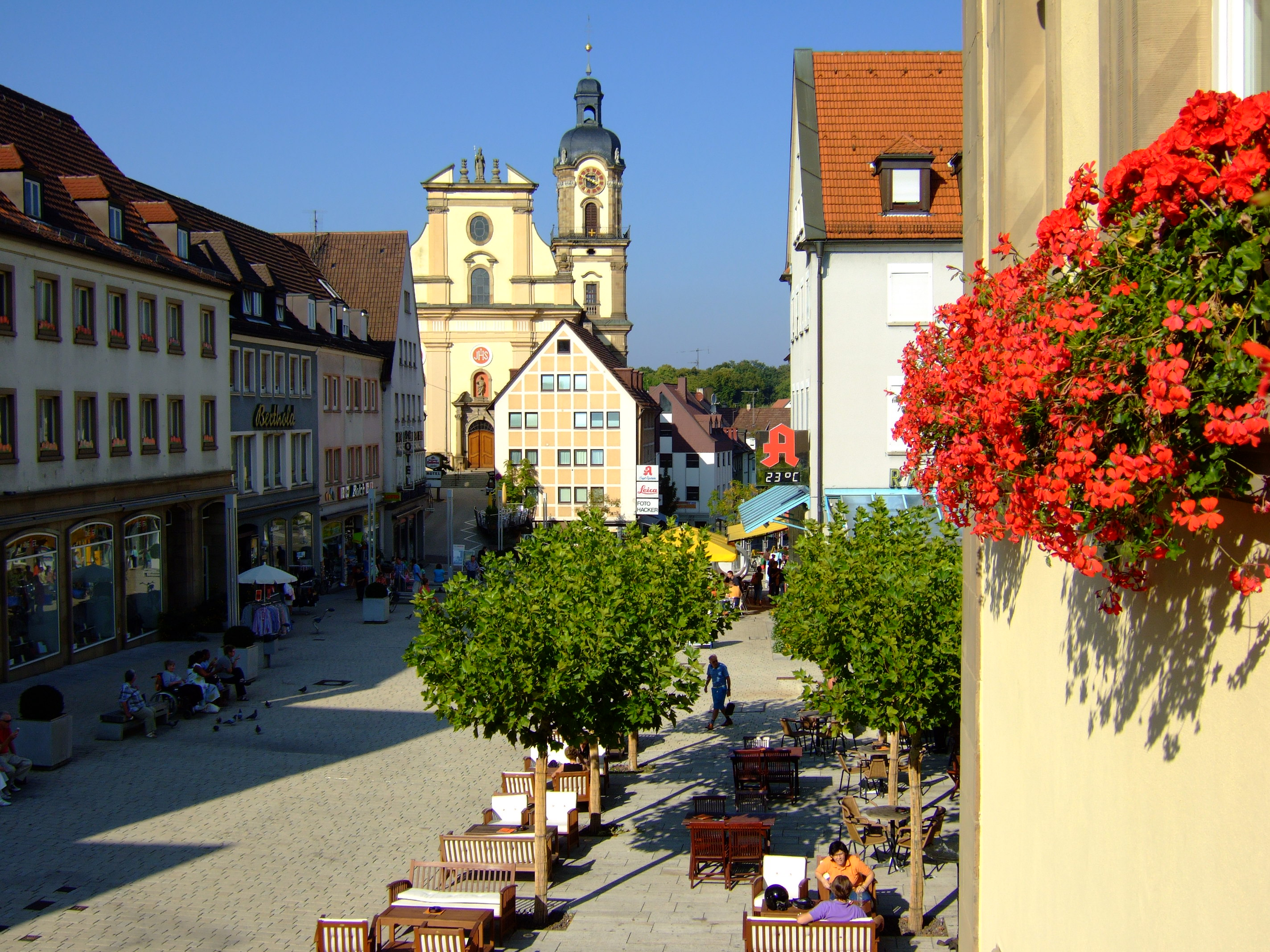
Khu vực dành cho người đi bộ trong khu chợ
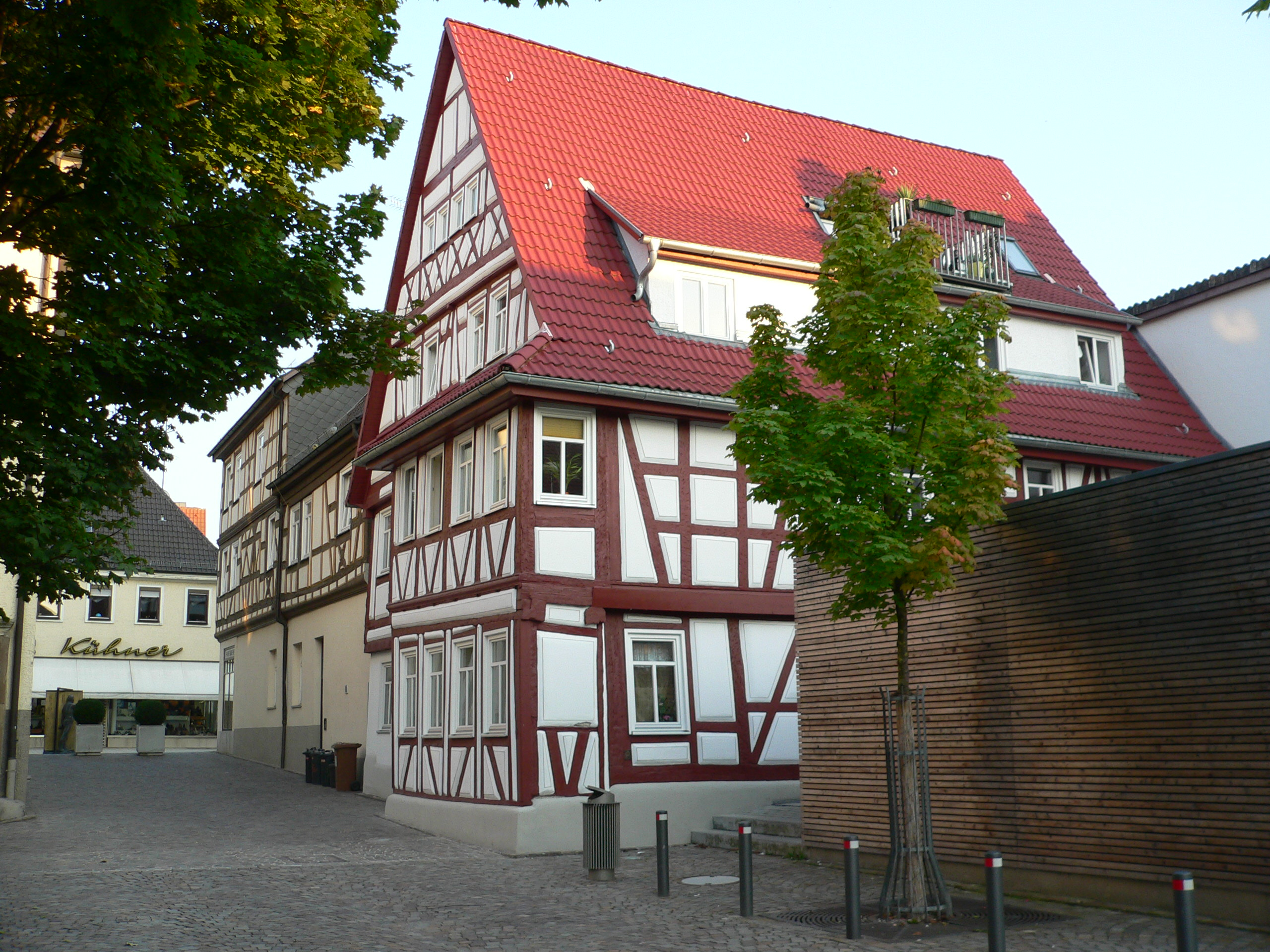
Ngôi nhà cổ
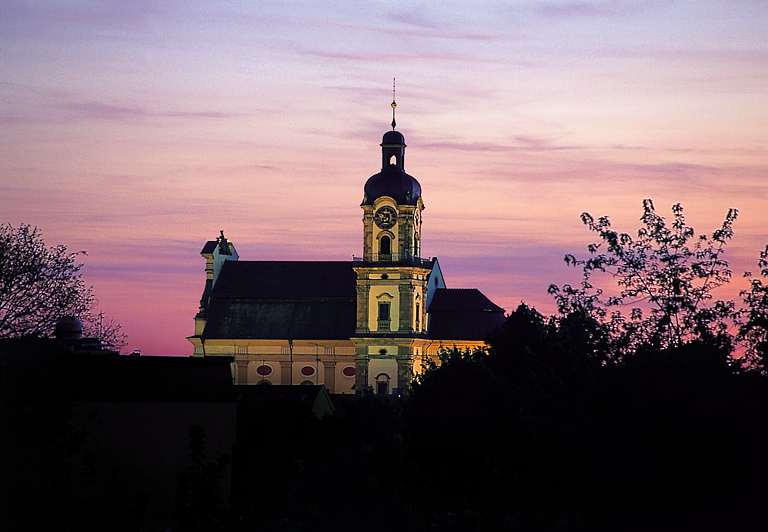
Nhà thờ St. Dionysius
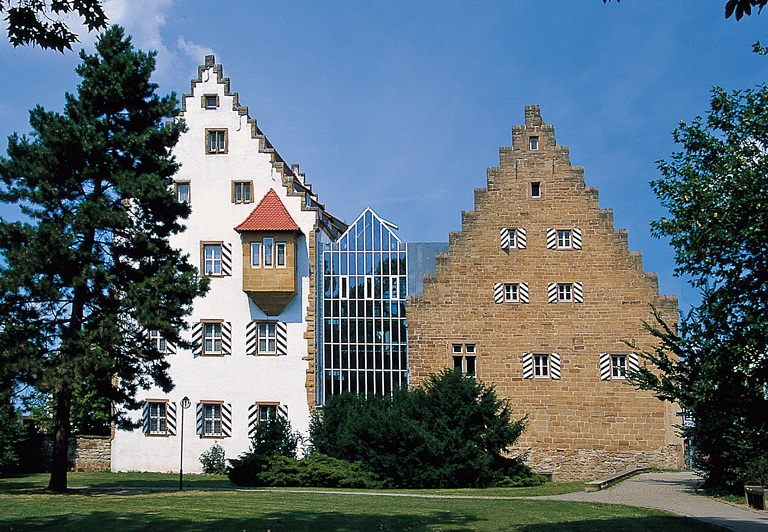
Lâu đài Deutschordensschloss
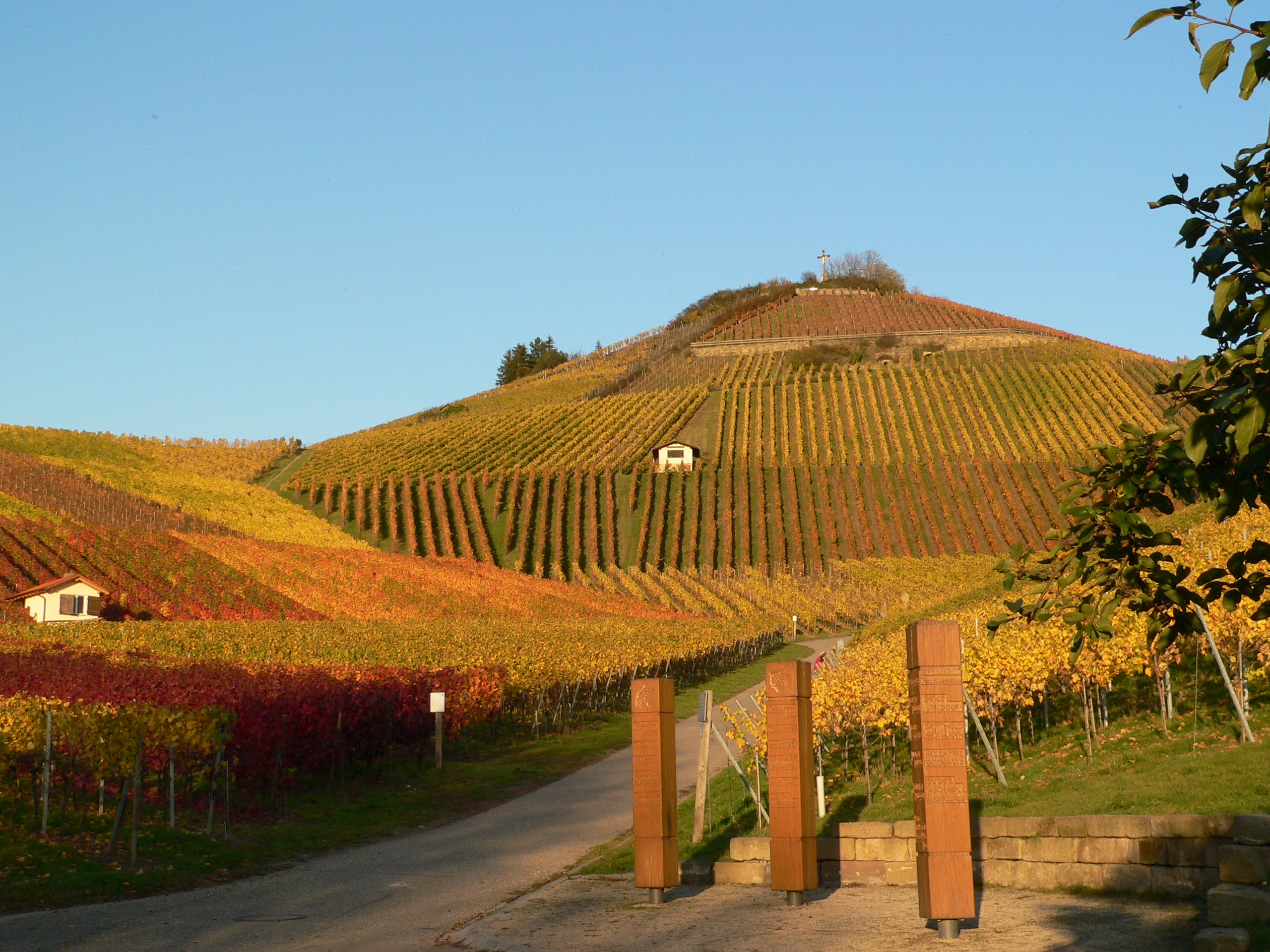
Vườn nho trên núi Scheuerberg